# 12 juillet
Pour les articles homonymes, voir Douze-Juillet.
12 juin 12 août
Chronologies thématiques
- Croisades
- Ferroviaires
- Sports
- Disney
- Anarchisme
- Catholicisme

Abréviations / Voir aussi
- (° 1852) = né en 1852
- († 1885) = mort en 1885
- a.s. = calendrier julien
- n.s. = calendrier grégorien
- Calendrier
- Calendrier perpétuel
- Liste de calendriers
- Naissances du jour

Le 12 juillet est le 193e jour de l'année du calendrier grégorien, 194e lorsqu'elle est bissextile, il en reste ensuite 172.
Son équivalent était généralement le 24 messidor du calendrier républicain / révolutionnaire français, officiellement dénommé jour de l'orcanette (une plante tinctoriale aux multiples noms).

## Événements

### XIIesiècle
- 1191 : la garnison d'Acre se rend au roi de France Phillipe II dit Auguste mettant fin à son siège dans le cadre de la troisième croisade.

### XVesiècle
- 1470 : reddition de Négrepont, pendant la guerre vénéto-ottomane, de 1463 à 1479.
- 1472 : fin du siège de Nesle.

### XVIesiècle
- 1543 : le roi d'Angleterre Henri VIII se remarie, avec Catherine Parr cette fois.

### XVIIesiècle
- 1611 : l'Édit perpétuel est promulgué, et met en place un droit écrit dans les Pays-Bas espagnols.
- 1690 : bataille de la Boyne (fêtes et célébrations infra, en Ulster et dans un État fédéré canadien).

### XVIIIesiècle
- 1789 : début d'émeutes parisiennes en France s'étendant sur plusieurs jours.

### XIXesiècle
- 1801 : deuxième bataille d'Algésiras.
- 1806 : signature du traité de la confédération du Rhin, qui marque la fin du Saint-Empire romain germanique.

### XXesiècle
- 1906 : arrêt de réhabilitation du capitaine Alfred Dreyfus.
- 1918 : naufrage du Kawachi.
- 1920 : traité de paix lituano-soviétique de 1920, la Russie soviétique reconnaît l'indépendance de la Lituanie.
- 1943 : bataille de Prokhorovka.
- 1971 : début de la démolition des Halles de Paris.
- 1975 : indépendance des îles Sao Tomé-et-Principe.
- 1979 : indépendance des îles Gilbert, sous le nom de République de Kiribati.

### XXIesiècle
- 2006 : début du conflit israélo-libanais de 2006.
- 2007 : bavure américaine, pendant la guerre d'Irak, qui sera ultérieurement révélée par WikiLeaks.
- 2011 : résolution numéro 1998, du Conseil de sécurité des Nations unies, sur les enfants dans les conflits armés.
- 2012 : bataille de Tremseh, pendant la guerre civile syrienne.
- 2016 : la Cour permanente d'arbitrage crée la sentence sur la Mer de Chine orientale (Philippines v. Chine)[pas clair].
- 2020 : 
  - un conflit entre l'Arménie et l'Azerbaïdjan dégénère dans la région du Tavush et le village d'Agdam dans la région de Tovuz en provoquant 16 morts[1].
  - le second tour d'une élection présidentielle a lieu en Pologne afin d'en élire le chef de l’État pour un mandat de cinq ans[2]. Le président sortant Andrzej Duda remporte le scrutin mais des juristes disent que l'élection pourrait être invalidée[3].

## Arts, culture et religion
- 1493 : publication de La Chronique de Nuremberg.
- 1580 : publication de la Bible d’Ostrog.
- 1655 : représentation à Rouen et en présence de Christian Huygens de la nouvelle pièce de théâtre de Savinien de Cyrano (Bergerac) La Mort d'Agrippine.
- 1691 : élection du pape catholique Innocent XII (Antonio Pignatelli dit).
- 1790 : adoption de la constitution civile du clergé en France révolutionnaire.
- 1937 : publication d'une photographie controversée de Robert Capa intitulée Mort d'un soldat républicain dans le magazine Life.
- 1962 : premier concert public au Marquee Club des rockeurs anglais les Rolling Stones.

## Économie et société
- 1612 : contrat de mariage des parents de Savinien de Cyrano (de Bergerac).
- 1909 : création en France de biens de famille insaisissables.
- 1976 : condamnation de Jérôme Carrein à la peine capitale pour l'enlèvement, la tentative de viol et le meurtre de Cathy Petit âgée de huit ans au moment des faits.
- 1998 : l'équipe masculine de France de football remporte chez elle à Saint-Denis la finale de la Coupe du monde de sa discipline en battant le Brésil par trois buts à aucun, faisant inscrire ainsi une première étoile sur ses maillots.
- 2013 : catastrophe ferroviaire de Brétigny-sur-Orge y tuant sept personnes à la suite du déraillement d'un train de banlieue parisienne.
- 2016 : collision accidentelle frontale entre deux trains de passagers à Andria dans la région italienne des Pouilles avec pour bilan une vingtaine de morts et plusieurs blessés.

## Naissances

### XVesiècle
- 1468 ou 1469 : Juan del Encina (Juan de Fermoselle dit), poète, musicien, compositeur et dramaturge espagnol († v. 1533 voire 1529).
- 1477 : Jacopo Sadoleto, prélat italien († 18 octobre 1547).

### XVIesiècle
- 1573 : Pietro Carrera, prêtre et joueur d'échecs italien († 18 septembre 1647).

### XVIIesiècle
- 1628 : Henry Howard, comte-maréchal anglais († 13 janvier 1684).
- 1675 : Evaristo Felice Dall'Abaco, violoniste, violoncelliste et compositeur italien († 12 juillet 1742).

### XVIIIesiècle
- 1707 : Esteban Terreros, philologue et lexicographe espagnol († 3 juillet 1782).
- 1730 : Josiah Wedgwood, industriel britannique, fondateur de la Josiah Wedgwood and Sons († 3 janvier 1795).
- 1751 : Francisco Salvá Campillo, médecin, physicien et ingénieur espagnol († 13 février 1828).
- 1758 : Jean-Baptiste Lefranc, avocat et homme politique français († 1er novembre 1839).
- 1767: Antonio Sangenís Torres (es), ingénieur militaire espagnol († 12 janvier 1809).
- 1780 : Juana Azurduy, militaire patriote péruvien († 25 mai 1862).
- 1784 : Juan Mora Fernández, homme politique costaricain, président de 1824 et 1833 († 16 décembre 1854).
- 1799 : Édouard Réveil, homme politique français († 1er janvier 1886).

### XIXesiècle
- 1803 : Pierre Chanel, missionnaire français, saint patron de l'Océanie († 28 avril 1841).
- 1807 : Thomas Hawksley (en), ingénieur civil anglais († 23 septembre 1893).
- 1813 : Claude Bernard, médecin et physiologiste français († 10 février 1878).
- 1817 : Henry David Thoreau, essayiste, philosophe, mémorialiste et poète américain († 6 mai 1862).
- 1821 : Daniel Harvey Hill, général confédéré américain († 24 septembre 1889).
- 1824 : Eugène Boudin, peintre français († 8 août 1898).
- 1828 : Nikolaï Tchernychevski (Николай Гаврилович Чернышевский), écrivain, philosophe et révolutionnaire russe († 29 octobre 1889).
- 1849 : William Osler, médecin canadien († 29 décembre 1919).
- 1850 : Otto Schoetensack, industriel et anthropologue allemand († 23 décembre 1912).
- 1852 : Hipólito Yrigoyen, homme politique argentin, président de 1916 à 1922 et de 1928 à 1930 († 3 juillet 1933).
- 1854 :
  - George Eastman, inventeur et industriel américain, fondateur de Kodak († 14 mars 1932).
  - Juan Gualberto Gómez, patriote et journaliste cubain († 5 mars 1933).
- 1855 : Edward « Ned » Hanlan, rameur et homme d'affaires canadien († 4 janvier 1908).
- 1856 : Ernesto Schiaparelli, archéologue et égyptologue italien († 14 février 1928).
- 1857 : George E. Ohr (en), céramiste américain († 7 avril 1918).
- 1861 : Anton Arenski (Антон Степанович Аренский), compositeur russe († 25 février 1906).
- 1863 :
  - Albert Calmette, médecin et bactériologiste français († 29 octobre 1933).
  - Paul Drude, physicien allemand († 5 juillet 1906).
- 1864 : Herman Gottfried Breijer, naturaliste et muséologue sud-africain.
- 1865 : Cora Crane, écrivaine, journaliste et femme d'affaires américaine († 5 septembre 1910).
- 1866 : Emiliano Figueroa, homme politique chilien, président de septembre à décembre 1910 puis de 1925 à 1927 († 15 mai 1931).
- 1868 : Stefan George, poète et traducteur allemand († 4 décembre 1933).
- 1870 : Louis II, prince de Monaco († 9 mai 1949).
- 1872 : Emil Hácha, homme politique et avocat tchèque, président de la Tchécoslovaquie de 1938 à 1939 puis président d'État du protectorat de Bohême-Moravie de 1939 à 1945 († 26 juin 1945).
- 1876 : Max Jacob, poète français († 5 mars 1944).
- 1878 : Peeter Põld, scientifique et homme politique estonien, 1er ministre estonien de l'Éducation († 1er septembre 1930).
- 1880 : Charles Albert « Tod » Browning Jr., réalisateur, scénariste et acteur américain († 6 octobre 1962).
- 1882 : Juan Gualberto Guevara, cardinal péruvien († 27 novembre 1954).
- 1884 : Amadeo Modigliani, peintre et sculpteur italien († 24 janvier 1920).
- 1886 : Jean Hersholt, acteur et réalisateur danois († 2 juin 1956).
- 1887 : Pío García-Escudero y Fernández de Urrutia (es), ingénieur espagnol († 30 juin 1977).
- 1892 : Bruno Schulz, écrivain, dessinateur, graphiste et critique littéraire polonais († 19 novembre 1942).
- 1893 : Ernest Cadine, haltérophile français, champion olympique en 1920 († 28 mai 1978).
- 1895 :
  - Kirsten Flagstad, artiste lyrique norvégienne († 7 décembre 1962).
  - Buckminster Fuller, architecte, stylicien, inventeur, écrivain et futuriste américain († 1er juillet 1983).
  - Oscar Hammerstein II, librettiste américain, auteur, parolier et producteur de comédies musicales († 23 août 1960).
  - Geoffrey Forrest Hughes, aviateur et homme d'affaires australien († 13 septembre 1951).
- 1900 :
  - Chhabi Biswas (en) (ছবি বিশ্বাস), réalisateur et acteur indien († 11 juin 1962).
  - Marcel Paul, homme politique français, ministre de la productivité industrielle de 1945 à 1946 († 11 novembre 1982).

### XXesiècle
- 1902 : 
  - Günther Anders, penseur, journaliste et essayiste allemand puis autrichien († 17 décembre 1992).
  - Takeichi Nishi, cavalier et officier japonais, champion olympique en 1932 († 22 mars 1945).
- 1904 : Pablo Neruda (Ricardo Eliécer Neftalí Reyes Basoalto dit), poète, écrivain, diplomate, homme politique et penseur chilien, prix Nobel de littérature en 1971 († 23 septembre 1973).
- 1906 : Pietro Tordi, acteur italien († 14 décembre 1990).
- 1907 : Ernest Edward « Weary » Dunlop, chirurgien militaire australien († 2 juillet 1993).
- 1908 :
  - Milton Berle, acteur, compositeur et scénariste américain († 27 mars 2002).
  - Alain Cuny (René Xavier Marie dit), acteur français († 16 mai 1994).
  - Paul Runyan (en), golfeur américain († 17 mars 2002).
  - Alois Hudec, gymnaste tchécoslovaque, champion olympique († 23 janvier 1997).
- 1909 :
  - Joe DeRita (né Joseph Wardell), acteur américain († 3 juillet 1993).
  - Motoichi Kumagai (熊谷 元一), photographe et illustrateur de livres pour enfants japonais († 6 novembre 2010).
  - Fritz Leonhardt, ingénieur allemand († 30 décembre 1999).
  - Marcel Meys, doyen des Français mâles jusqu'à sa † le 15 décembre 2021.
  - Herbert Zim (en), naturaliste, auteur, éditeur et éducateur américain († 5 décembre 1994).
- 1911 : Evald Mikson (en), footballeur estonien († 27 décembre 1993).
- 1912 :
  - Dionysis Papagiannopoulos (Διονύσης Παπαγιαννόπουλος), acteur grec († 17 avril 1984).
  - Nicolae Steinhardt, écrivain roumain († 30 mars 1989).
- 1913 : Willis Eugene Lamb, physicien américain, prix Nobel de physique 1955 († 15 mai 2008).
- 1914 :
  - Jacinto Pebe (es), musicien folklorique péruvien († 2 décembre 2003).
- 1915 : Otto Steinert, photographe allemand († 3 mars 1978).
- 1916 : Lioudmila Pavlitchenko (Людмила Михайловна Павличенко), tireuse d'élite soviétique († 10 octobre 1974).
- 1917 : Andrew Nedell Wyeth, peintre américain († 16 janvier 2009).
- 1918 : Roger Couderc, journaliste sportif français, spécialiste du rugby à XV († 25 février 1984).
- 1920 :
  - Keith Andes (John Charles Andes dit), acteur américain († 11 novembre 2005).
  - Pierre Berton, journaliste, historien et animateur de télévision canadien († 30 novembre 2004).
  - Paul Gonsalves, saxophoniste américain († 15 mai 1974).
  - Randolph Quirk, linguiste britannique († 20 décembre 2017).
  - Beah Richards, actrice américaine († 14 septembre 2000).
- 1921 : Robert Fillion, joueur de hockey sur glace québécois († 13 août 2015).
- 1922 : 
  - Mark Hatfield, homme politique américain, gouverneur de l'Oregon de 1959 à 1967 († 7 août 2011).
  - Albert Zimmer, résistant français et combattant de la 2e DB mort, à quelques kilomètres de chez lui, en participant à la libération de Strasbourg († 23 novembre 1944).
- 1923 :
  - René Favaloro, médecin cardiologue argentin († 29 juillet 2000).
  - Miguel Artola Gallego, historien espagnol († 26 mai 2020).
- 1924 : 
  - Fédon Matthéou (Φαίδων Ματθαίου), joueur et entraîneur de basketball grec († 17 septembre 2011).
  - Michel d'Ornano, homme politique français († 8 mars 1991).
  - George Tscherny, graphiste américain d'origine hongroise.
- 1925 :
  - Albert Lance, ténor austro-français († 15 mai 2013).
  - Juan Emilio Salinas, footballeur péruvien († 18 septembre 2009).
  - Roger Smith, homme d'affaires américain, P-DG de General Motors de 1981 à 1990 († 29 novembre 2007).
- 1926 :
  - Siti Hasmah Mohamad Ali, épouse de l'ancien Premier ministre malaisien Mahathir Mohamad.
  - Paul Burke, acteur américain († 13 septembre 2009).
  - Carl Adam Petri, mathématicien et informaticien allemand († 2 juillet 2010).
- 1927 :
  - Françoys Bernier, pianiste, chef d’orchestre, réalisateur, administrateur et professeur québécois († 3 février 1993).
  - Conte Candoli, trompettiste de jazz américain († 14 décembre 2001).
- 1928 :
  - Elias James Corey, chimiste américain, prix Nobel de chimie de 1990.
  - Jo Myong-rok (조명록), militaire nord-coréen († 6 novembre 2006).
  - Pixie Williams (Pikiteora Maude Emily Gertrude Edith Williams dite), chanteuse néo-zélandaise († 2 août 2013).
- 1929 : Monte Hellman, monteur, producteur et réalisateur américain de cinéma († 20 avril 2021).
- 1930 :
  - Alberto Lionello, acteur italien († 14 juillet 1994).
  - Gordon Pinsent, acteur, réalisateur et scénariste canadien († 5 février 2023).
- 1931 : Eric Ives, historien anglais († 25 septembre 2012).
- 1932 :
  - Otis Davis, athlète américain, deux fois médaille d'or olympique († 14 septembre 2024).
  - Eddy Wally (Eduard Van De Walle dit), auteur-compositeur, chanteur et acteur belge († 6 février 2016).
- 1933 : Donald Edwin Westlake, écrivain et scénariste américain († 31 décembre 2008).
- 1934 : Van Cliburn (Harvey Lavan Cliburn dit), pianiste américain († 27 février 2013).
- 1935 :
  - Roy Barraclough, acteur anglais († 1er juin 2017).
  - Satoshi Ōmura (大村 智), biochimiste japonais, prix Nobel de physiologie ou médecine 2015.
  - Hans Tilkowski, footballeur allemand († 5 juillet 2020).
- 1936 : Jan Němec, réalisateur tchèque († 18 mars 2016).
- 1937 :
  - Bill Cosby (William Henry Cosby Jr. dit), acteur et cinéaste américain.
  - Lionel Jospin, homme politique français, premier secrétaire du P.S. français de 1981 à 1988 puis de 1995 à 1997, élu à Cintegabelle, ministre de l'éducation nationale, candidat malheureux aux élections présidentielles de 1995 puis de 2002, premier ministre de gauche plurielle sous une 3è cohabitation entre 1997 et 2002.
  - Michel Louvain, chanteur québécois († 14 avril 2021).
  - Robert McFarlane, militaire et homme d'État américain, conseiller à la sécurité nationale de 1983 à 1985 († 12 mai 2022).
- 1938 :
  - Ron Fairly, joueur de baseball américain († 30 octobre 2019).
  - Lars Hillingsø, styliste danois († 2005).
  - Wieger Mensonides, nageur néerlandais.
- 1939 : Phillip Adams, écrivain, réalisateur, présentateur de télévision, satire, chroniqueur et critique social australien.
- 1941 :
  - Benny Parsons, pilote automobile américain († 17 janvier 2007).
  - Richard Tuttle, artiste américain.
- 1942 :
  - Roy Palmer (en), joueur de cricket anglais.
  - Billy Smith, joueur puis entraîneur de rugby australien.
  - Tam White (en), acteur et chanteur écossais († 21 juin 2010).
- 1943 :
  - Jean-Pierre Kingsley, haut fonctionnaire canadien, directeur général des élections du Canada.
  - Christine McVie (Christine Anne Perfect dite), auteure-compositrice-interprète, chanteuse et pianiste anglaise des groupes Fleetwood Mac et Chicken Shack. († 30 novembre 2022).
  - Walter Murch, monteur, scénariste et réalisateur américain.
  - Paul Silas, joueur puis entraîneur de basketball américain.
- 1944 :
  - Simon Blackburn, philosophe anglais.
  - Delia Ephron, auteure, dramaturge et scénariste américaine.
- 1945 :
  - Jean-Gabriel Diarra, prélat catholique malien († 28 octobre 2019).
  - Leopoldo Mastelloni (en), acteur et chanteur italien.
- 1946 :
  - Xavier de Bayser, banquier et économiste français.
  - Robert Fisk, journaliste et correspondant britannique.
- 1947 :
  - Gareth Edwards, joueur de rugby à XV gallois.
  - Wilko Johnson (John Wilkinson dit), acteur et auteur-compositeur, chanteur, guitariste anglais des groupes Dr Feelgood et The Blockheads. († 21 novembre 2022).
  - Mari Trini, chanteuse espagnole († 6 avril 2009).
- 1948 :
  - Susan Blu, actrice et réalisatrice américaine.
  - Ben Burtt, designer sonore, monteur, réalisateur américain.
  - Walter Egan, musicien américain.
  - Richard Simmons (Joseph Riddick « Rick » Hendrick III dit), acteur et producteur américain.
  - Jay Thomas (Jon Thomas Terrell dit), acteur et disc jockey américain († 24 août 2017).
- 1949 :
  - Simon Fox (en), batteur anglais du groupe Be Bop Deluxe.
  - Rick Hendrick, homme d'affaires américain, propriétaire de l'écurie américaine de Nascar Hendrick Motorsports.
  - Pavel Lounguine, cinéaste soviétique puis russe.
- 1950 :
  - Eric Carr (Paul Charles Caravello dit), musicien américain, batteur du groupe Kiss († 24 novembre 1991).
  - Gilles Meloche, joueur et entraîneur de hockey sur glace canadien.
- 1951 :
  - Joan Bauer (en), écrivain américain.
  - Brian Grazer, producteur et scénariste américain, fondateur d'Imagine Entertainment.
  - Cheryl Ladd, actrice et chanteuse américaine (voir Sylviane Margollé ci-après).
  - Jaime Mayor Oreja, homme politique espagnol.
  - Piotr Pustelnik, alpiniste polonais.
  - Sylvia Sass, chanteuse lyrique hongroise.
  - Jamey Sheridan, acteur américain.
- 1952 :
  - Voja Antonić, écrivain, journaliste et inventeur serbe.
  - Irina Bokova (Ирина Георгиева Бокова), femme politique bulgare, ministre des Affaires étrangères de 1996 à 1997, directrice générale de l'UNESCO depuis 2009.
  - Philip Taylor Kramer, bassiste américain du groupe Iron Butterfly († 12 février 1995).
  - Robert Pilés, matador français.
- 1953 : Georgina Mace, écologiste et universitaire britannique († 19 septembre 2020).
- 1954 :
  - Eric Adams, chanteur américain du groupe Manowar.
  - Wolfgang Dremmler, footballeur allemand.
- 1955 :
  - Timothy Garton Ash, historien, journaliste et essayiste anglais.
  - Chuck Loeb, guitariste américain († 31 juillet 2017).
- 1956 :
  - Sandi Patty, chanteuse américaine.
  - Mel Harris, actrice américaine.
- 1957 :
  - Rick Husband, astronaute américain, victime de la désintégration de la navette Columbia († 1er février 2003).
  - Dave Semenko, joueur de hockey sur glace canadien († 29 juin 2017).
- 1958 :
  - Michael Robinson, footballeur et commentateur sportif britannique († 28 avril 2020).
  - Tonya Lee Williams, actrice et réalisatrice anglo-canadienne.
- 1959 :
  - Charlie Murphy, acteur et écrivain américain († 12 avril 2017).
  - Rémy Sarrazin, musicien, comédien et producteur français du groupe des "Musclés".
  - Tupou VI, roi des Tonga depuis 2012.
- 1960 :
  - Corynne Charby, actrice et chanteuse française.
  - Jean Petitclerc, acteur québécois.
- 1962 :
  - Julio César Chávez, boxeur mexicain.
  - Luc De Vos, chanteur, compositeur, guitariste et acteur belge du groupe Gorki († 29 novembre 2014).
  - Dan Murphy, chanteur, guitariste et compositeur américain des groupes Soul Asylum et Golden Smog (en).
  - Pierre Verville, humoriste, imitateur et acteur québécois.
- 1963 : 
  - Jeanne Gapiya-Niyonzima, militante de la lutte contre le SIDA burundaise.
  - Stella Zakharova, gymnaste soviétique, championne olympique.
- 1964 :
  - Carles Campuzano, homme politique espagnol.
  - Serge Lehman, romancier français.
  - Gaby Roslin, présentatrice et actrice britannique.
- 1965 : Robin Wilson, chanteur et guitariste américain des groupes Gin Blossoms et Gas Giants (en).
- 1966 :
  - Annabel Croft, joueuse de tennis anglaise.
  - Taiji Sawada (沢田泰司), musicien japonais, bassiste du groupe X Japan († 17 juillet 2011).
  - Ana Torrent, actrice espagnole.
- 1967 :
  - John Petrucci, guitariste américain des groupes Dream Theater, Liquid Tension Experiment et Explorers Club.
  - Bruny Surin, sprinter québécois d’origine haïtienne.
- 1968 :
  - Catherine Plewinski, nageuse française.
  - Lady Saw (Marion Hall dite), chanteuse jamaïcaine.
- 1969 :
  - Lisa Nicole Carson, actrice américaine.
  - Chantal Jouanno, karatéka et femme politique française, secrétaire d'État chargée de l'écologie de 2009 à 2010 et ministre des sports de 2010 à 2011.
  - Anne-Sophie Pic, cheffe cuisinière française.
  - Jesse Pintado, guitariste américain des groupes Napalm Death, Terrorizer, Lock Up et Brujeria († 27 août 2006).
- 1970 :
  - Aure Atika, actrice, réalisatrice et scénariste luso-française.
  - Lee Byung-hun (이병헌), acteur, chanteur et danseur sud-coréen.
- 1971 :
  - Joel Casamayor, boxeur cubain.
  - Andrei Kovalenco, joueur de rugby ukraino-espagnol.
  - Patrick Puydebat, acteur français.
  - Kristi Yamaguchi, patineuse américaine.
- 1972 :
  - Travis Best, basketteur américain.
  - Brett Reed, batteur américain des groupes Rancid et Devils Brigade.
  - Jake Wood, acteur britannique.
- 1973 :
  - Andrei Kovalenco, joueur de rugby espagnol.
  - Magoo (Melvin Barcliff dit), rappeur et musicien américain. († 13 août 2023).
  - Laurent Pluvy, joueur puis entraîneur français de basket-ball.
  - Christian Vieri, footballeur italien.
- 1974 :
  - Olivier Adam, écrivain français.
  - Sharon Janny den Adel, chanteuse néerlandaise du groupe de metal symphonique Within Temptation.
  - Gregory Helms, catcheur américain.
  - Stélios Yannakópoulos (Στέλιος Γιαννακόπουλος), footballeur grec.
- 1975 : Liliana Gafencu, rameuse d'aviron roumaine, triple championne olympique.
- 1976 :
  - Dan Boyle, joueur de hockey sur glace canadien.
  - Anna Friel, actrice anglaise.
  - Guillaume Gille, handballeur français.
  - Tracie Spencer, chanteuse, actrice et mannequin américaine.
- 1977 :
  - Neil Harris, footballeur et gérant anglais.
  - Steve Howey (Steven Michael Robert Howey dit), acteur américain.
  - Brock Lesnar, catcheur américain.
- 1978 :
  - Topher Grace (Christopher John Grace dit), acteur et scénariste américain.
  - Ziad Jaziri (زياد جزيري), footballeur tunisien.
  - Marco de la O, acteur mexicain.
  - Michelle Rodríguez, actrice américaine.
  - Katrine Fruelund, handballeuse danoise, double championne olympique.
- 1980 :
  - Mylène Jampanoï, actrice française.
  - Katherine Legge, pilote automobile britannique.
  - Luis Ortega, réalisateur et scénariste argentin.
  - Tom Price, acteur britannique.
- 1981 : Juan Bautista (Jean-Baptiste Jalabert dit), matador français.
- 1982 :
  - Antonio Cassano, footballeur italien.
  - Tara Kirk, nageuse américaine, médaille d'argent olympique.
  - Jaleleddine Touati (جلال الدين التواتي), handballeur tunisien.
- 1983 :
  - Yarelys Barrios, athlète de lancers cubaine.
  - Howie Kendrick (Howard Kendrick dit), joueur de baseball professionnel américain.
  - Kimberly Perry, chanteur américain du groupe The Band Perry.
- 1984 :
  - Gareth Gates, chanteur britannique.
  - Jonathan Lewis, joueur de football américain.
  - Natalie Martinez, actrice américaine.
  - Michael McGovern, footballeur irlandais.
  - Antywane Robinson, basketteur américain.
  - Sami Zayn, lutteur canadien.
- 1985 :
  - Paulo Vitor Barreto, footballeur brésilien.
  - Gianluca Curci, footballeur italien.
  - Luiz Ejlli, chanteur albanais.
  - Keven Lacombe, coureur cycliste québécois.
  - Martín Bustos Moyano, joueur de rugby argentin.
  - Emil Hegle Svendsen, biathlète norvégien.
- 1986 :
  - Didier Digard, footballeur français.
  - Simone Laudehr, footballeuse allemande.
  - Jon-Paul Pietersen, joueur de rugby sud-africain.
- 1987 : Matthew « Mdot » Finley, acteur et musicien américain.
- 1988 :
  - LeSean McCoy, joueur de football américain.
  - Melissa O'Neil, chanteuse et actrice canadienne.
  - Grismay Paumier, basketteur cubain.
  - Inbee Park (박인비), golfeur sud-coréen.
  - Grismay Paumier, basketteur cubain.
  - Natalie La Rose, chanteur et danseur néerlandaise.
- 1989 :
  - Nick Palmieri, joueur de hockey sur glace américain.
  - Phoebe Tonkin, actrice et mannequin australienne.
- 1990 :
  - Bebé (Tiago Manuel Dias Correia dit), footballeur portugais.
  - Abdelkader Rahim, handballeur franco-algérien.
- 1991 :
  - Pablo Carreño Busta, joueur de tennis espagnol.
  - Salih Dursun, footballeur turc.
  - James Rodríguez, footballeur colombien.
  - Erik Per Sullivan, acteur américain.
- 1992 :
  - Bartosz Bereszyński, footballeur polonais.
  - Eoghan Quigg, chanteur et acteur irlandais.
- 1993 : Paul Charruau, footballeur français.
- 1994 :
  - Jamie Herrell, mannequin philippine, Miss Terre 2014.
  - Kanako Momota (百田 夏菜子), chanteur-compositeur japonais du groupe Momoiro Clover Z.
- 1995 :
  - Amandine Buchard, judoka française.
  - Paul-Lou Duwiquet, basketteur français.
  - Luke Shaw, footballeur anglais.
  - Jordyn Wieber, gymnaste américain.
- 1996 :
  - Moussa Dembélé, footballeur français.
  - Jordan Romero, alpiniste américain.
- 1997 : Malala Yousafzai, militante des droits de la femme pakistanaise, prix Nobel de la paix 2014.
- 1999 : Zhou Xia, athlète handisport chinoise.

## Décès

### VIIIesiècle
- 783 : Bertrade de Laon dite « Berthe au Grand Pied », reine franque carolingienne, épouse puis veuve du maire du palais puis roi Pépin le Bref et mère du roi puis empereur Charlemagne et de Carloman I (° vers 720, fêtée chaque 24 mars).

### XIesiècle
- 1067 : Jean Comnène (Ἰωάννης Κομνηνός), aristocrate et militaire byzantin (° 1015).

### XVIesiècle
- 1533 : Chaitanya Mahaprabhu (चैतन्य महाप्रभु), philosophe et réformateur hindou indien (° 1486).
- 1536 : Érasme (Desiderius Erasmus dit), humaniste et théologien néerlandais (° vers 28 octobre 1466).
- 1537 : Robert Aske, avocat et chef rebelle anglais (° 1500).
- 1584 : Stephen Burrough, navigateur et explorateur anglais (° 25 septembre 1525).

### XVIIesiècle
- 1628 : Jean Curtius (Jean de Corte dit), industriel belge (° 1551).
- 1664 : Stefano della Bella, graveur et illustrateur italien (° 18 mai 1610).
- 1678 : Antoine III de Gramont-Touloujon, militaire français (° 1604).
- 1682 : Jean Picard, prêtre et astronome français (° 21 juillet 1620).
- 1693 : John Ashby, officier de marine anglais (° 1640).

### XVIIIesiècle
- 1712 : Richard Cromwell, homme politique anglais, Lord Protecteur d'Angleterre, d'Écosse et d'Irlande (°4 octobre 1626).
- 1733 : Anne-Thérèse de Marguenat de Courcelles, femme de lettres française (° 1647).
- 1742 : Evaristo Felice Dall'Abaco, compositeur et violiniste italien (° 12 juillet 1675).
- 1749 : Charles de La Boische, marquis de Beauharnois, officier de marine et homme politique français, gouverneur général de Nouvelle-France (° 12 octobre 1671).
- 1772 : Marc Joseph Marion Dufresne, explorateur français (° 22 mai 1724).
- 1773 : Johann Joachim Quantz, compositeur et flûtiste allemand (° 30 janvier 1697).

### XIXesiècle
- 1804 : Alexander Hamilton, homme politique, militaire, financier et intellectuel américain, 1er secrétaire du Trésor des États-Unis de 1789 à 1795 (° 11 janvier 1757).
- 1845 : Henrik Wergeland, poète, écrivain, linguiste et dramaturge norvégien (° 17 juin 1808).
- 1849 : Dolley Madison (Dorothea Payne Todd Madison dite), première dame américaine, épouse de James Madison (° 20 mai 1768).
- 1850 : Robert Stevenson, ingénieur civil écossais (° 8 juin 1772).
- 1855 : Pavel Nakhimov (Павел Степанович Нахимов), amiral russe (° 5 juillet 1802).
- 1870 : John A. Dahlgren, officier de marine américain (° 13 novembre 1809).
- 1886 : 
  - Ferdinand Berthier, enseignant et personnalité de la culture sourde français (° 30 septembre 1803).
  - Tomás Villalba, homme politique uruguayen, président de la République du 15 au 20 février 1865 (° 9 décembre 1805).
- 1892 : Alexander Cartwright, pompier et ingénieur américain, inventeur du baseball (° 17 avril 1820).
- 1895 : Alexander H. Rice, homme politique américain (° 30 août 1818).

### XXesiècle
- 1904 : Samuel « Golden Rule » Jones (en), homme politique et éditeur américain (° 3 août 1846).
- 1906 : Pascual Veiga, compositeur et musicien espagnol (° 9 avril 1842).
- 1910 : Charles Rolls, aristocrate, ingénieur en mécanique, pilote et homme d'affaires anglais, cofondateur de Rolls-Royce Limited (° 27 août 1877).
- 1911 : Júlia da Costa (pt), écrivaine et poétesse brésilienne (° 1er juillet 1844).
- 1918 : Dragutin Lerman, explorateur croate (° 24 août 1863).
- 1920 : Julia Cruger, romancière américaine (° 1850).
- 1926 :
  - Gertrude Bell, femme de lettres, analyste politique, archéologue, alpiniste, espionne et fonctionnaire britannique (° 14 juillet 1868).
  - Charles Wood, compositeur irlandais (° 15 juin 1866).
- 1929 : Robert Henri, peintre américain (° 25 juin 1865).
- 1931 : Nathan Söderblom (Lars Olof Jonathan Söderblom dit), prêtre suédois, prix Nobel de la paix 1930 (° 15 janvier 1866).
- 1934 : Ole Evinrude (en), inventeur et homme d'affaires norvégio-américain, inventeur du moteur hors-bord (° 19 avril 1877).
- 1935 : Alfred Dreyfus, officier français, victime d'une importante erreur judiciaire (° 9 octobre 1859).
- 1936 : José del Castillo Sáenz de Tejada, militaire espagnol (° 29 juin 1901).
- 1944 :
  - Betty Compton (en), actrice américaine (° 13 mai 1904).
  - Theodore Roosevelt Junior, homme politique, homme d'affaires et militaire américain (° 13 septembre 1887).
- 1945 :
  - Boris Galerkine (Бори́с Григо́рьевич Галёркин), mathématicien et ingénieur russe puis soviétique (° 4 mars 1871).
  - Wolfram von Richthofen, général allemand (° 10 octobre 1895).
- 1946 :
  - Ray Stannard Baker, journaliste et auteur américain (° 17 avril 1870).
  - Teresa Janina Kierocinska, carmélite polonaise, fondatrice des carmélites de l'Enfant-Jésus (° 14 juin 1885).
- 1947 : Jimmie Lunceford (James Melvin dit), chef d'orchestre et saxophoniste américain (° 6 juin 1902).
- 1949 : Douglas Hyde, homme politique, poète, écrivain et professeur irlandais, président de la République de 1938 à 1945 (° 17 janvier 1860).
- 1950 : Elsie de Wolfe, actrice, auteure et décorateur américaine (° 20 décembre 1865).
- 1951 : Juan Alcaide (es), poète espagnol (° 21 septembre 1907).
- 1958 : Gudmund Schütte, philologue et historien danois (° 17 janvier 1872).
- 1959 : Carles Riba, poète, écrivain et traducteur espagnol d'expression catalane (° 23 septembre 1893).
- 1960 : Buddy Adler, producteur, scénariste et acteur américain (° 22 juin 1909).
- 1961 : Mazo De la Roche (Mazo Louise Roche dite), romancière et dramaturge canadienne (° 15 janvier 1879).
- 1962 : Roger Wolfe Kahn, musicien, compositeur et chef d'orchestre américain (° 19 octobre 1907).
- 1964 : Joseph-Adolphe Richard, entrepreneur et homme politique fédéral du Québec (° 14 février 1887).
- 1965 : Christfried Burmeister (en), patineuse de vitesse estonien (° 26 mai 1898).
- 1966 : Daisetz Teitaro Suzuki (鈴木 大拙 貞太郎), philosophe japonais (° 18 octobre 1870).
- 1968 : Francesco Morano, prélat italien (° 8 juin 1872).
- 1969 : Henry George Lamond (en), fermier et écrivain australien (° 13 juin 1885).
- 1971 : Yvon Robert, lutteur canadien (° 8 octobre 1914).
- 1973 : Lon Chaney Jr. (Creighton Chaney dit), acteur américain (° 10 février 1906).
- 1975 : James Ormsbee Chapin, peintre et illustrateur américain (° 9 juillet 1887).
- 1977 : Osmín Aguirre y Salinas, militaire et homme d'État salvadorien, président de la République de 1944 à 1945 (° 25 décembre 1889).
- 1979 : Minnie Riperton, chanteuse américaine (° 8 novembre 1947).
- 1982 : Kenneth More, acteur anglais (° 20 septembre 1914).
- 1983 : Chris Wood, saxophoniste et flûtiste anglais des groupes Traffic et Ginger Baker's Air Force (° 24 juin 1944).
- 1987 : Amelia de la Torre (es), actrice espagnole (° 12 juin 1905).
- 1989 : Carlos Puebla, compositeur et chanteur cubain (° 11 septembre 1917).
- 1990 :
  - Irena Eichlerówna (en), actrice polonaise (° 19 avril 1908).
  - João Saldanha, footballeur, gérant et journaliste brésilien (° 3 juillet 1917).
- 1991 : Luce Guilbeault, actrice québécoise (° 5 mars 1935).
- 1992 : Caroline Pafford Miller, journaliste et auteure américaine (° 26 août 1903).
- 1993 :
  - Ferdinando Giuseppe Antonelli, prélat italien, doyen d'âge des cardinaux du Sacré Collège (° 14 juillet 1896).
  - Dan Eldon (en), photographe et journaliste anglais (° 18 septembre 1970).
  - Ruth Norman, chef religieux américain (° 18 août 1900).
- 1995 : Gordon Flemyng, réalisateur britannique (° 7 mars 1934).
- 1996 :
  - John Chancellor (en), journaliste et présentateur télé américain (° 14 juillet 1927).
  - Jonathan Melvoin (en), claviériste américain du groupe The Smashing Pumpkins (° 6 décembre 1961).
- 1997 :
  - François Furet, historien et académicien français (° 27 mars 1927).
  - David Stitchkin (es), professeur et avocat chilien (° 25 octobre 1912).
- 1998 :
  - Jimmy Driftwood (en) (James Corbitt Morris dit), chanteur et musicien américain (° 20 juin 1907).
  - Serge Lemoyne, peintre québécois (° 13 juin 1941).
  - Arkady Ostashev (en) (Аркадий Ильич Осташев), ingénieur russe (° 30 septembre 1925).
- 1999 :
  - Rajendra Kumar (en) (राजेन्द्र कुमार), acteur et producteur indo-pakistanais (° 20 juillet 1929).
  - Bill Owen (William John Owen Rowbotham dit), acteur et auteur-compositeur anglais (° 14 mars 1914).
- 2000 :
  - Edmundo Chacour (es), dramaturge et directeur de théâtre argentin (° 1933).
  - Charles Merritt, colonel et homme politique canadien (° 10 novembre 1908).

### XXIesiècle
- 2001 :
  - Fred Marcellino (en), auteur et illustrateur américain (° 25 octobre 1939).
  - Dora Emilia Mora de Retana, botaniste costaricienne (° 24 août 1939).
- 2002 : Josefina de la Torre, écrivaine et actrice canarienne, membre du courant artistique féministe des Las Sinsombrero (° 25 septembre 1907).
- 2003 :
  - Benny Carter (Bennett Lester Carter dit), trompettiste, saxophoniste et compositeur américain (° 8 août 1907).
  - Mark Lovell, pilote automobile anglais (° 27 mars 1960).
- 2004 :
  - Jeff Morris, acteur américain (° 20 septembre 1934).
  - Nancy Elizabeth « Betty » Oliphant, ballerine anglo-canadien, cofondateur de l'École nationale de ballet du Canada (en) (° 5 août 1918).
- 2005 : 
  - John King, baron de Wartnaby (en), homme d'affaires anglais (° 29 août 1917).
  - Sylviane Margollé, actrice et doubleuse vocale française, morte au quantième d'anniversaire et dans le pays de Cheryl Ladd supra qu'elle doubla en série (° 3 octobre 1950).
- 2006 : Hubert Lampo, écrivain belge (° 1er septembre 1920).
- 2007 :
  - Blaga Aleksova, archéologue macédonienne (° 24 janvier 1922).
  - Robert Burås (en), chanteur-compositeur et guitariste norvégien des groupes My Midnight Creeps (en) et Madrugada (° 12 août 1975).
  - José Iglesias Fernández, footballeur espagnol (° 23 décembre 1926).
  - Stan Zemanek (en), présentateur radio australien (° 29 mai 1947).
- 2008 :
  - Bobby Murcer (en), joueur, entraîneur et commentateur de baseball américain (° 20 mai 1946).
  - Tony Snow, journaliste américain (° 1er juin 1955).
- 2010 :
  - Günter Behnisch, architecte allemand (° 12 juin 1922).
  - Olga Guillot, chanteuse américano-cubaine (° 9 octobre 1922).
  - James P. Hogan (en), auteur anglo-américain (° 27 juin 1941).
  - Paulo Moura, clarinettiste et saxophoniste brésilien (° 15 juillet 1932).
  - Pius Njawé, journaliste camerounais (° 4 mars 1957).
  - Harvey Pekar, écrivain et critique littéraire américain (° 8 octobre 1939).
- 2011 : Sherwood Schwartz, producteur, scénariste et compositeur américain (° 14 novembre 1916).
- 2012 :
  - Alimuddin (en) (علیم الدین), joueur de cricket pakistanais (° 15 décembre 1930).
  - Edwin « Eddy » Borwn (en), joueur et gérant de football anglais (° 28 février 1926).
  - Else Holmelund Minarik, écrivaine et illustratrice dano-américaine (° 13 septembre 1920).
  - Roger Payne, alpiniste anglais (° 16 juillet 1956).
  - Hamid Samandarian (en) (حمید سمندریان), directeur de théâtre, producteur et dramaturge iranien (° 6 mai 1931).
- 2013 :
  - Amar Bose, homme d'affaires et universitaire américain, fondateur de Bose Corporation (° 2 novembre 1929).
  - Raymond William « Ray » Butt (en), producteur et réalisateur anglais (° 25 juin 1935).
  - Takako Takahashi (高橋 たか子), écrivaine japonaise (° 2 mars 1932).
  - Alan Whicker (en), journaliste et présentateur égypto-anglais (° 2 août 1925).
- 2014 :
  - Jamil Ahmad (en), écrivain pakistanais (° 1er juin 1931).
  - Nestor Basterretxea (en), peintre et sculpteur espagnol (° 6 mai 1924).
  - Emil Bobu (en), homme politique roumain (° 22 février 1927).
  - Alfred de Grazia, politologue, enseignant et écrivain américain (° 29 décembre 1919).
  - Kenneth James Gray (en), militaire et homme politique américain (° 14 novembre 1924).
  - Dave Legeno (David Legeno dit), acteur, boxeur et expert en arts martiaux anglais (° 12 octobre 1963).
  - Valéria Novodvorskaïa (Вале́рия Ильи́нична Новодво́рская) journaliste et femme politique russe, fondatrice et présidente du parti Union démocratique (° 17 mai 1950).
- 2015 :
  - D'Army Bailey (en), juge, acteur et militant américain (° 29 novembre 1941).
  - Chenjerai Hove, journaliste, écrivain et poète zimbabwéen (° 9 février 1956).
  - Javier Krahe (en), chanteur-compositeur espagnol (° 30 mars 1944).
  - Tenzin Delek Rinpoché (བསྟན་འཛིན་བདེ་ལེགས་), moine et militant tibétain (° 1950).
  - Cheng Siwei (en) (成思危), ingénieur, économiste et homme politique chinois (° juin 1935).
- 2016 :
  - Joseph Antic, hockeyeur sur gazon indien (° 13 mars 1931).
  - Goran Hadžić, homme politique yougoslave puis serbe (° 7 septembre 1958).
  - Dominique Mézerette, réalisateur et scénariste français (° 13 avril 1955).
  - Lourens Munnik, médecin et homme politique sud-africain (° 3 août 1925).
- 2017 :
  - Chuck Blazer, dirigeant sportif américain (° 26 avril 1945).
  - Jean-Pierre Enkiri, journaliste français (° 18 février 1924).
  - Sam Glanzman, dessinateur de comics américain (° 5 décembre 1924).
- 2018 :
  - Len Chappell, basketteur américain (° 31 janvier 1941).
  - Alain Fauré, homme d'affaires et politique français (° 1er octobre 1962).
  - Gerardo Fernández Albor, homme politique espagnol (° 7 septembre 1917).
  - Dimitar Marashliev, footballeur bulgare (° 31 août 1945).
  - Roger Perry, acteur américain (° 7 mai 1933).
  - Pierre Romeijer, chef-cuisinier belge (° 28 juin 1930).
  - Laura Soveral, actrice portugaise (° 23 mars 1933).
  - Robert Wolders, acteur néerlandais (° 28 septembre 1936).
- 2019 : 
  - Geórgios Anastasópoulos, homme politique grec (° 25 septembre 1935).
  - Fernando Corbató, informaticien et professeur d'université américain (° 1er juillet 1926).
  - Abdul Hamid, hockeyeur sur gazon pakistanais (° 7 janvier 1927).
  - Eberhard Kummer, avocat et chanteur autrichien (° 2 août 1940).
  - Hodan Nalayeh, femme d'affaires et journaliste canado-somalienne (°? 1976).
  - Claudio Naranjo, psychiatre chilien (° 24 novembre 1932).
  - Joseph Rouleau, chanteur lyrique québécois (° 28 février 1929).
  - Jean-Pierre Worms, sociologue français (° 16 juillet 1934).
  - Stéphanie de Windisch-Graetz, peintre, photographe et plasticienne belge (° 17 juillet 1939).
- 2020 :
  - Alain Desvergnes, photographe français (° 9 novembre 1931).
  - Judy Dyble, chanteuse britannique (° 12 février 1949).
  - Frank Popper, historien de l'art français (° 17 avril 1918).
  - Kelly Preston, actrice et chanteuse américaine (° 13 octobre 1962).
  - Wim Suurbier, footballeur néerlandais (° 16 janvier 1945).
  - Lajos Szűcs, footballeur puis entraîneur hongrois (° 10 décembre 1943).
- 2021 :  Marion Sarraut, réalisatrice et metteuse en scène française et mahoraise (° 13 août 1938).
- 2023 : André Watts, pianiste allemand naturalisé américain (° 20 juin 1946).

## Célébrations

### Internationale
- En Asie ( / 13 juillet environ) : début du 2e hou ou ko, le tiers le plus médian de la période solaire de 
  - xiǎoshǔ ou en pinyin petite chaleur (7 au 22 juillet environ),
- celle où le grillon reste dans le mur (xishuai ju bi, 蟋蟀居壁 en chinois mandarin).

### Nationales
- Irlande du Nord (Royaume-Uni) voire des diasporas unionistes / orangistes en Grande-Bretagne ou par exemple à Terre-Neuve-et-Labrador (Canada) : Orange Day / the Twelfth /« le Douzième jour » (de juillet) également appelé Orangemen's Day / « fête des orangistes » commémorant de manière controversée la bataille de la Boyne de 1690 et une glorieuse Révolution.
- Île d'Irlande / Eire "Émeraude" (Union européenne à zone euro) et christianisme catholique : commémoration du martyre ci-après Olivier / Oliver Plunket(t) (Oilibhéar Pluincéid en gaélique d'Irlande) mort en 1681 à Londres le 1er juillet dernier jour d'application du calendrier julien en Angleterre ou 11 juillet grégorien.
- Kiribati (océanie Pacifique) : fête nationale.
- Mexique : día del abogado / jour des avocats[4].
- Sao Tomé-et-Principe (Union africaine) : fête nationale.

### Saints des Églises chrétiennes

#### Saints catholiques et orthodoxes du jour
Référencés ci-après in fine, :
- Ansbald de Prüm († 886), né dans une famille noble au Luxembourg, moine bénédictin, abbé de Prüm puis abbé de Saint-Hubert dans les Ardennes.
- Balay († 524) -ou « Valay », « Balley » ou « Biabailus »-, seigneur de Rosmadec en Bretagne, disciple de saint Guénolé, moine à Landévennec puis ermite à Ploermellac et saint patron de Ploubalay.
- Hermagoras et Fortunat († entre 64 et 68), respectivement premier évêque d'Aquilée et son diacre, martyrs torturés et décapités à Aquilée sous l'empereur romain Néron.
- Jason de Thessalonique (Ier siècle), martyr qui aurait hébergé saint Paul à Thessalonique.
- Jean de Géorgie († 998 ou 1002) -ou « Jean l'Ibère »-, originaire d'une noble et riche famille de l'est géorgien (Ibérie), brillant soldat, higoumène (abbé) du monastère athonite d'Iviron.
- Juventiole (VIe siècle) -ou « Viventiole », « Viventiolus » ou « Viventius »-, moine et enseignant à Condat en Franche-Comté dans le Jura, élu évêque de Lyon, qui aurait participé en 516 au concile d'Agaune (aujourd'hui Saint-Maurice en Valais (actuelle Suisse)).
- Menou de Quimper (VIIe siècle) -ou « Menulfus »-, d'origine irlandaise, évêque de Quimper en Bretagne armoricaine.
- Michel Maleïnos († 961), haut fonctionnaire impérial devenu ascète en Bithynie, higoumène au mont Kyminas, thaumaturge et prophète (29 septembre).
- Nabor et Félix († 304), martyrs à Lodi, près de Milan en Lombardie (voir aussi 12 février d'un 12 à l'autre).
- Proclus d'Ancyre et Hilarion d'Ancye († 115), martyrs.
- Véronique (Ier siècle), ici « Véronique l'hémorroïsse », Juive atteinte d'un flux de sang, guérie par Jésus de Nazareth selon des récits d'évangélistes, qui serait venue témoigner en sa faveur durant son procès devant le procurateur romain en Judée Ponce Pilate sinon devant le Sanhédrin de Cléophas ou deant Hérode Antipas ; non canonisée mais appelée sainte à ne pas confondre a priori avec sainte Véronique / Bérénice du chemin de croix (et des 4 février).

#### Saints et bienheureux catholiques du jour
référencés ci-après :
- Agnès Lê Thi Than († 1842), martyre au Tonkin sous l'empereur local Thieu Tri (voir encore 21 janvier).
- David Gonson († 1541) bienheureux, martyr en Angleterre où pendu à Southwark sous le roi local Henry VIII
- Ignace Delgado († 1838) évêque et martyr au Tonkin.
- Jean Gualbert († 1073) abbé et fondateur de la congrégation des Vallombrosains
- Jean Jones († 1598) franciscain martyr.
- Louis et Zélie Martin († XIXe siècle) parents de sainte Thérèse de Lisieux (voir 1er octobre voire 15 octobre et saint(s)-Louis(e)).
- Madeleine-Thérèse Tallien († 1798) et ses compagnes martyres à Bollène.
- Marien de Jésus Euse Hoyos (+ 1926), Prêtre en Colombie.
- Matthias Araki († 1626), bienheureux et ses sept compagnons, martyrs à Nagasaki au Japon
- Olivier Plunket († 1681), primat de toute l'Irlande et dernier martyr de Tyburn en Angleterre.
- Pierre Khanh († 1842) prêtre et martyr en Annam.
- Uguzon du val Cavargna († ?) berger en Lombardie, patron des artisans fromagers.

#### Saint orthodoxe
- Sérapion de Vladimir († 1275), moine de la laure des Grottes de Kiev, évêque de Vladimir, témoin d'une invasion mongole en Russie.
- Simon de Volomsk († 1641), higoumène près de Volomsk en Russie[6] (entre autres Saint(s) Simon plus ou moins œcuméniques), aux dates éventuellement "juliennes" / orientales.

### Prénoms du jour
Bonne fête aux Olivier, Oliver et leurs variantes : Oliva, Olive , Oliveta, Olivetta, Olivette (voir les 5 mars plus spécifiques aux Olivia).
Et bonne fête aussi aux :
- Jason,
- Zélie et ses variantes Zelia & Zélia.

## Traditions et superstitions

### Dictons
Avant Saint-Servais, point d'été ; après Saint-Servais, plus de gelée (à différencier de la "saint"-Servais "de glace" débuts mai).

### Astrologie
Signe du zodiaque : 21e jour du signe astrologique du cancer.

## Toponymie
Les noms de plusieurs voies, places, sites ou édifices de pays ou régions francophones contiennent cette date sous différentes graphies possibles : voir Douze-Juillet .